# Giuseppe Rosati (réalisateur)
Pour les articles homonymes, voir Giuseppe Rosati et Rosati.
Giuseppe Rosati, né en 1923 à Naples dans la région de la Campanie en Italie, est un réalisateur et un scénariste italien.

## Biographie
En 1968, il réalise son premier film, le drame policier Échec international avec Tab Hunter et Daniela Bianchi dans les rôles principaux. En 1973, il s'essaie au western avec La Charge des diables.
Entre 1974 et 1978, il signe quatre néo-polars italiens, dont La peur règne sur la ville avec Maurizio Merli et Tireur d'élite avec Leonard Mann et James Mason.
Il ne doit pas être confondu avec le compositeur italien Giuseppe Rosati qui a notamment réalisé la musique des films Tragica notte de Mario Soldati, Le soleil se lèvera encore d'Aldo Vergano ou Chasse tragique de Giuseppe De Santis.

## Filmographie

### Comme réalisateur et scénariste
- 1968 : Échec international (Scacco internazionale)
- 1973 : La Charge des diables (Campa carogna... la taglia cresce)
- 1974 : Il testimone deve tacere (it)
- 1975 : Tireur d'élite (La polizia interviene: ordine di uccidere!)
- 1976 : La peur règne sur la ville (Paura in città)
- 1978 : Le Crime du siècle (Indagine su un delitto perfetto)

### Comme scénariste
- 1980 : Con la zia non è peccato de Giuseppe Pulieri

### Comme assistant-réalisateur
- 1966 : Delitto d'amore de Juan de Orduña

## Sources
- (en) Roberto Curti, Italian Crime Filmography, 1968-1980, Jefferson, McFarland, 2013, 330 p. (ISBN 978-0-7864-6976-5, lire en ligne), p. 121-173.
- (en) Thomas Weisser, Spaghetti Westerns : The Good, The Bad, and The Violent : A Comprehensive, Illustrated Filmography of 558 Eurowesterns and Their Personnel, 1961-1977, Jefferson, McFarland, 1992, 498 p. (ISBN 978-0-7864-2442-9, lire en ligne), p. 319.